# Sender Steinkimmen

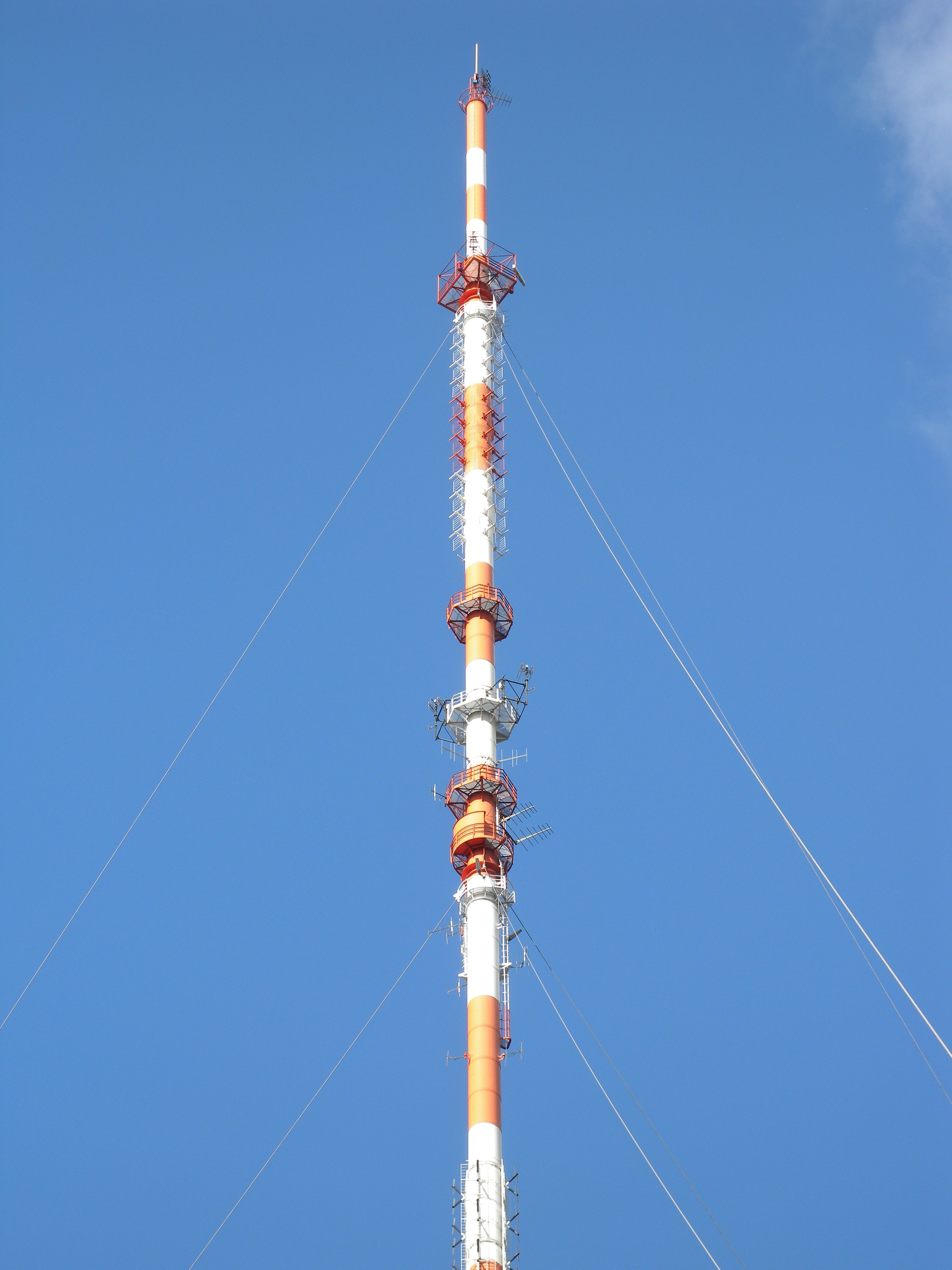
Mastspitze des alten Mastes.

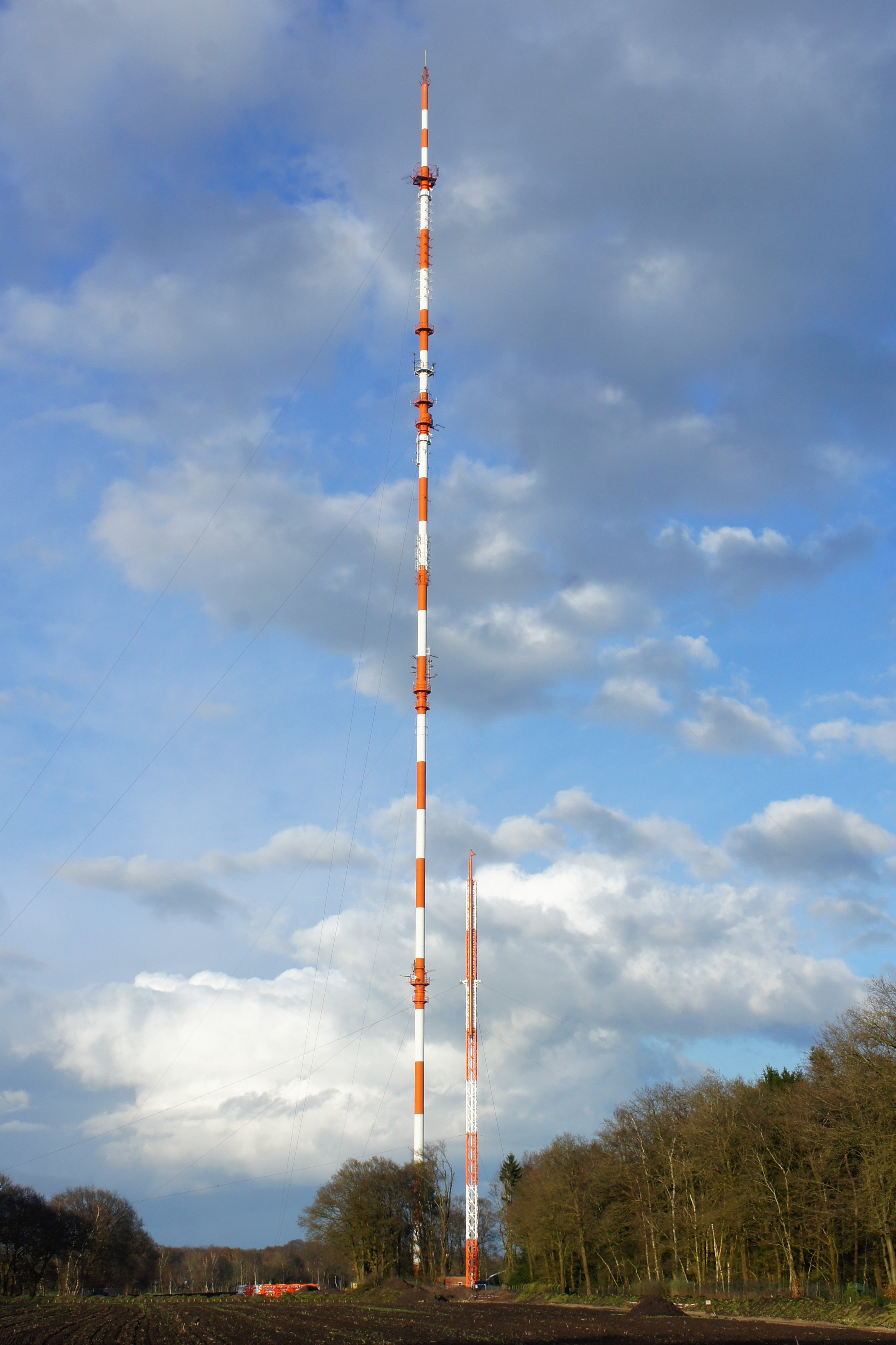
Neubau Gittermast, April 2016: 80 m. An den obersten Segmenten ist der Stockbaum als Montagehilfe angebracht.

Der Sender Steinkimmen ist ein Grundnetzsender des Norddeutschen Rundfunks (NDR) bei Steinkimmen, einem Ortsteil von Ganderkesee. Die Sendeanlage dient der Verbreitung von Hörfunkprogrammen auf Ultrakurzwelle, DAB+, sowie des digitalen Fernsehens im Standard DVB-T2 HD.

## Geschichte

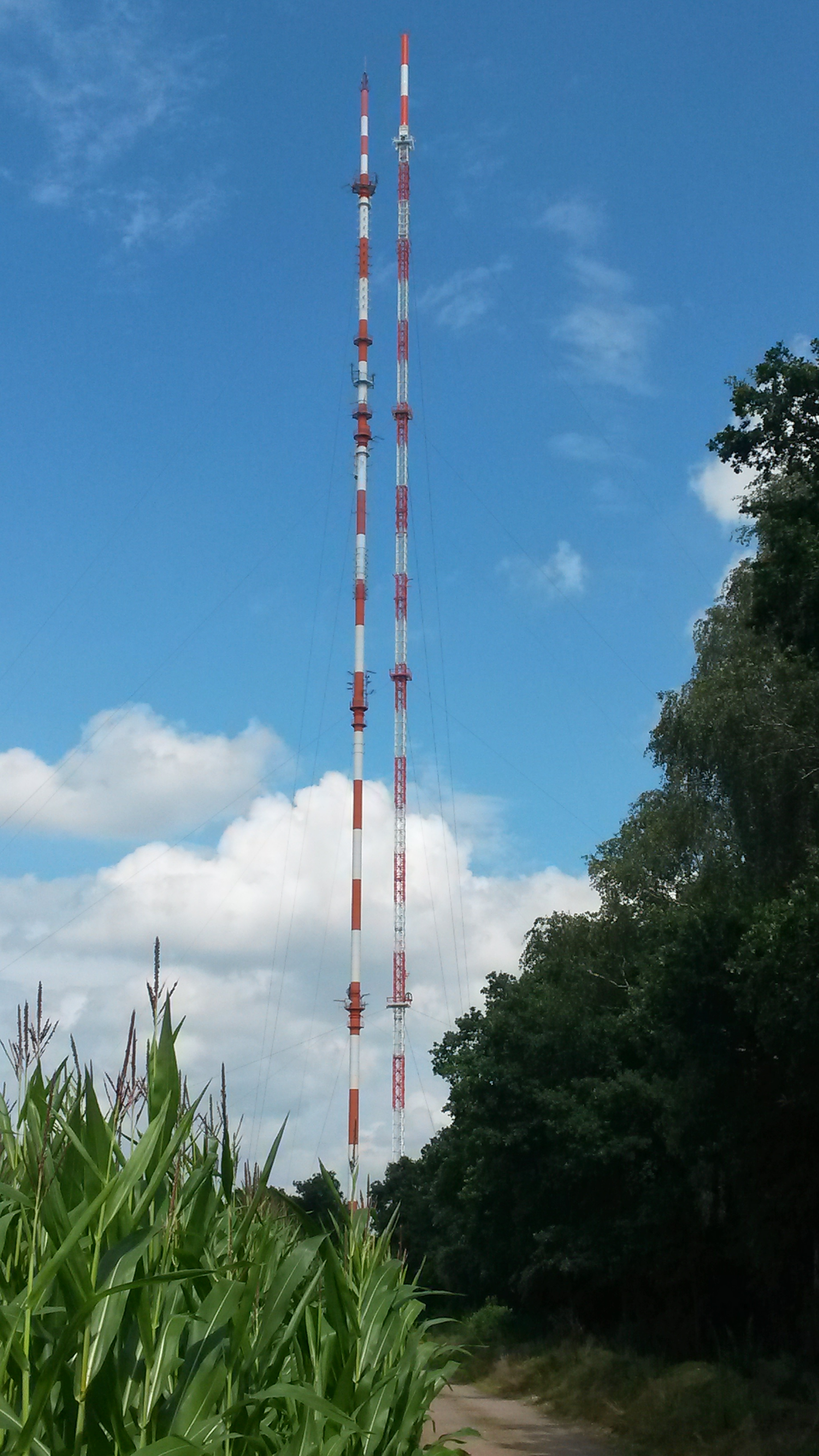
Der neue Gittermast steht, Richtfest am 29. Juli 2016. Auf der ersten Plattform von unten (60 m Höhe) ist der Richtbaum erkennbar.

Am 6. August 1956 ging das heutige Wahrzeichen von Steinkimmen für das damals einzige Fernsehprogramm Westdeutschlands (heute Das Erste) erstmals auf Sendung. Als Sendemast diente ein 298 m hoher abgespannter Stahlrohrmast, der zum Zeitpunkt seiner Errichtung im Jahr 1956 das höchste Bauwerk der Bundesrepublik war. Über den Grundnetzsender Steinkimmen versorgte der Norddeutsche Rundfunk im so genannten VHF-Band den Bereich Bremen/Oldenburg mit Fernsehen. Schon damals war der Rohrmast mit einem Durchmesser von zwei Metern und einer Höhe von 267 Metern weithin sichtbar. Dazu kam ein Gitteraufsatz von 31 Metern. Der Sender Steinkimmen maß mit einer Gesamthöhe von 298 Metern nur zwei Meter weniger als der 300 Meter hohe Pariser Eiffelturm. Seinerzeit war der Mast nicht nur das höchste Bauwerk der Bundesrepublik, sondern zugleich das vierthöchste Europas. In Betrieb war die Anlage täglich lediglich fünf Stunden, denn ein Fernsehprogramm gab es damals nur von 16:30 bis 17:40 Uhr und von 20:00 bis 22:30 Uhr. Anschließend wurde noch bis Mitternacht ein Testbild ausgestrahlt und der Sender dann über Nacht abgeschaltet. Im September 1956 kam die Verbreitung der ersten Radioprogramme hinzu.
Bereits seit Anfang der 1960er Jahre wurde das erste Programm der ARD zusätzlich im UHF-Band IV/V auf dem Kanal 55 übertragen.
Bis 1980 blieb die Übertragung auf Kanal 2 parallel bestehen. Dieser Fernsehsender war jedoch nicht farbfernsehtauglich, und eine Umstellung erschien angesichts der Störanfälligkeit dieses Frequenzbereichs und der bereits bestehenden Alternative auf Kanal 55 zu teuer, sodass man sich dazu entschied, die Aussendungen zu beenden. Einige Monate zuvor wurde bereits die Sendeleistung von vormals 100 kW auf 50 kW reduziert. Aufgrund der massiv geringeren Reichweite des UHF-Kanals im Dezimeterwellenbereich mussten in den Randgebieten neue Füllsender errichtet werden.

## Abriss des alten Mastes und Neubau
Am 17. Januar 2013 gab der NDR bekannt, den bisherigen 298 Meter hohen Rohrmast bis 2015 durch einen neuen, 285 Meter hohen Gittermast auszutauschen. Nach der Fertigstellung des neuen Mastes soll der alte Mast schrittweise abgetragen werden. Grund seien unter anderem erhöhte statische und konstruktive Anforderungen bei Sendemasten, die der alte Mast nicht erfüllen würde. Da eine Sanierung des alten Sendemastes mit zu hohen Kosten verbunden wäre, entschied man sich für einen Neubau. Das erste Gittermastelement des neuen Sendemastes wurde am 4. April 2016 aufgestellt. Am 29. Juli 2016 wurde offiziell Richtfest gefeiert, nachdem am Tag zuvor die letzten beiden Mastsegmente aus GFK-Rohr per Hubschrauber aufgesetzt worden waren. Im Mai 2017 wurden die Programme auf den neuen Mast aufgeschaltet und der alte Turm bis November 2017 Stück für Stück abgebaut.

## Aktuelle Programme und Frequenzen
Beim Antennendiagramm sind im Falle gerichteter Strahlung die Hauptstrahlrichtungen in Grad angegeben.

### Analoger Hörfunk (UKW)
| Frequenz (MHz) | Programm              | RDS PS            | RDS PI               | Regionalisierung       | ERP (kW) | Antennendiagramm rund (ND)/gerichtet (D) | Polarisation horizontal (H)/vertikal (V) |
| -------------- | --------------------- | ----------------- | -------------------- | ---------------------- | -------- | ---------------------------------------- | ---------------------------------------- |
| 90,4           | Radio 21              | RADIO_21          | D38A                 |                        | 0,25     | D (80°-160°, 220°-50°)                   | H                                        |
| 91,1           | NDR 1 Niedersachsen   | NDR_1_OL NDR1_NDS | D681 (regional) D381 | Oldenburg              | 100      | ND                                       | H                                        |
| 99,8           | NDR 2                 | _NDR_2__          | D882 (regional) D382 | –                      | 100      | ND                                       | H                                        |
| 94,4           | NDR Kultur            | NDR_Kult          | D383                 | –                      | 100      | ND                                       | H                                        |
| 98,6           | NDR Info              | NDR_Info          | D384                 | –                      | 3        | D (30°-50°, 90°-150°, 210°-0°)           | H                                        |
| 92,9           | N-Joy                 | _N-JOY__          | D385                 | –                      | 1        | D (40°-50°, 90°-150°, 210°-350°)         | H                                        |
| 102,3          | Radio ffn             | ffn_OL__ __ffn___ | D888 (regional) D388 | Oldenburg/Bremen       | 100      | ND                                       | H                                        |
| 105,7          | Antenne Niedersachsen | ANTENNE_          | D889 (regional) D389 | Niedersachsen Nordwest | 100      | ND                                       | H                                        |

### Digitales Radio (DAB)
DAB beziehungsweise DMB wird in vertikaler Polarisation und im Gleichwellenbetrieb mit anderen Sendern ausgestrahlt. DAB von DAB Nord im Band III VHF startete hier am 1. Januar 2001 und wurde bis 1. November 2001 nur von hier aus verbreitet.
| Block                           | Programme | ERP (in kW) | Antennendiagramm rund (ND)/ gerichtet (D) | Gleichwellennetz (SFN) |
| ------------------------------- | --- | ----------- | ----------------------------------------- | --- |
| 8D NDR NDS OL (D__00423)        | DAB-Block des Norddeutschen Rundfunks: - NDR 1 NDS OL (Oldenburg) (104 kbps) - NDR 2 NDS (104 kbps) - NDR Kultur (104 kbps) - NDR Info NDS (104 kbps) - N-Joy (104 kbps) - NDR Blue (104 kbps) - NDR Schlager (104 kbps) - NDR Info Spezial (104 kbps) - NDR BWS (16 kbps) - ARD TPEG (16 kbps) | 10          | ND                                        | Aurich-Popens, Borkum (geplant), Bremen (Walle), Bremerhaven (Schiffdorf), Molbergen (R), Steinkimmen (Ganderkesee), Vechta-Langförden, Wilhelmshaven |
| 10B NI OLDENBRG K10B (D__00281) | DAB-Block der Media Broadcast: - 89.0 RTL (72 kbps) - Antenne Niedersachsen (72 kbps) - Antenne Schlager (72 kbps) - bigFM (72 kbps) - Energy Bremen (72 kbps) - Jam FM (72 kbps) - Oldie Antenne (72 kbps) - Radio 21 (OL) (72 kbps) - Radio Bollerwagen (72 kbps) - radio ffn (72 kbps) - Nordseewelle (72 kbps) - Nordseewelle 2 (72 kbps) - Radio Osnabrück (OL) (72 kbps) - Radio Roland (72 kbps) - The Wolf (OL) (72 kbps) | 4           | ND                                        | Steinkimmen |

### Digitales Fernsehen (DVB-T2 HD)
Die Umstellung des Senders Steinkimmen auf den Standard DVB-T2 HD mit HEVC Bildcodierung war am 29. März 2017. Die DVB-T2-Ausstrahlungen erfolgen im Gleichwellenbetrieb (Single Frequency Network) mit anderen Standorten.
| Kanal | Frequenz (MHz) | Multiplex                                   | Programme im Multiplex | ERP (kW) | Sendediagramm rund (ND)/ gerichtet (D) | Polarisation horizontal (H)/ vertikal (V) | Modulations- verfahren | FEC | Guard- intervall | Bitrate (MBit/s) | SFN                                                                          |
| ----- | -------------- | ------------------------------------------- | --- | -------- | -------------------------------------- | ----------------------------------------- | ---------------------- | --- | ---------------- | ---------------- | ---------------------------------------------------------------------------- |
| 29    | 538            | ARD Digital                                 | - Das Erste HD - phoenix HD - arte HD - tagesschau24 HD - one HD Radio: - NDR Blue - NDR Info Spezial - NDR Kultur - NDR Schlager | 79       | ND                                     | H                                         | 64-QAM (16-k-Modus)    | 1/2 | 19/128           | 18,2             | Steinkimmen, Schiffdorf (Bremerhaven), Fernmeldeturm Utbremen (Bremen-Walle) |
| 30    | 546            | ARD regional (radiobremen/NDR)              | - NDR Fernsehen HD (Niedersachsen) - WDR Fernsehen (Köln) HD - hr-Fernsehen HD / NDR HD (HH)(zeitw.) - mdr Fernsehen (Sachsen-Anhalt) HD / NDR HD (MV)(zeitw.) - BR Fernsehen Süd HD / NDR HD (Schleswig-Holstein) (zeitw.) Radio: - N-Joy - NDR 1 NDS HAN - NDR 2 - NDR Info | 79       | ND                                     | H                                         | 64-QAM (16-k-Modus)    | 1/2 | 19/128           | 18,2             | Steinkimmen, Schiffdorf (Bremerhaven), Fernmeldeturm Utbremen (Bremen-Walle) |
| 35    | 586            | Gemischter Multiplex von ZDF und freenet TV | - ZDF HD - 3sat HD - KiKa HD - ZDFneo HD - ZDFinfo HD - freenet TV connect (HbbTV-Dienst mit mehreren Streams) | 5        | ND                                     | H                                         | 64-QAM (16-k-Modus)    | 3/5 | 19/128           | 22               | Steinkimmen, Schiffdorf (Bremerhaven), Fernmeldeturm Utbremen (Bremen-Walle) |
| 46    | 674            | ARD regional (radiobremen)                  | - radiobremen HD | 4        | ND                                     | H                                         | QPSK (16-k-Modus)      | 1/2 | 19/128           | 6                | Steinkimmen, Schiffdorf (Bremerhaven), Fernmeldeturm Utbremen (Bremen-Walle) |

## Frühere Programme und Frequenzen

### Digitales Fernsehen (DVB-T)
Bis zum 25. April 2017 war folgender DVB-T-Nachlauf zu empfangen:
| Kanal | Frequenz (MHz) | Multiplex               | Programme im Multiplex                       | ERP (kW) | Sendediagramm rund (ND)/ gerichtet (D) | Polarisation horizontal (H)/ vertikal (V) | Modulations- verfahren | FEC | Guard- intervall | Bitrate (MBit/s) | SFN                                                                          |
| ----- | -------------- | ----------------------- | -------------------------------------------- | -------- | -------------------------------------- | ----------------------------------------- | ---------------------- | --- | ---------------- | ---------------- | ---------------------------------------------------------------------------- |
| 32    | 562            | radiobremen (DVB-T alt) | - Das Erste - radiobremen - NDR FS NDS - ZDF | 20       | ND                                     | H                                         | 16-QAM (8-k-Modus)     | 2/3 | 1/4              | 13,27            | Steinkimmen, Schiffdorf (Bremerhaven), Fernmeldeturm Utbremen (Bremen-Walle) |

Bis zum Wechsel auf DVB-T2 am 29. März 2017 liefen die DVB-T-Ausstrahlungen im Gleichwellenbetrieb (Single Frequency Network) mit anderen Standorten.
Ehemaliges Angebot:
| Kanal | Frequenz (MHz) | Multiplex                                 | Programme im Multiplex | ERP (kW) | Antennendiagramm rund (ND)/ gerichtet (D) | Polarisation horizontal (H)/ vertikal (V) | Modulations- verfahren | FEC | Guard- intervall | Bitrate (MBit/s) | SFN                                                                                        |
| ----- | -------------- | ----------------------------------------- | --- | -------- | ----------------------------------------- | ----------------------------------------- | ---------------------- | --- | ---------------- | ---------------- | ------------------------------------------------------------------------------------------ |
| 22    | 482            | ARD Digital (RB)                          | - Das Erste (RB) - Radio Bremen TV - ARTE - Phoenix | 5        | ND                                        | H                                         | 16-QAM (8-k-Modus)     | 2/3 | 1/4              | 13,27            | Fernmeldeturm Utbremen (Bremen-Walle), Steinkimmen, Fernmeldeturm Schiffdorf (Bremerhaven) |
| 29    | 538            | ARD regional (RB/NDR)                     | - NDR Fernsehen (Niedersachsen) - WDR Fernsehen/NDR Fernsehen (Schleswig-Holstein) - MDR Fernsehen/NDR Fernsehen (Mecklenburg-Vorpommern) - hr-fernsehen/NDR Fernsehen (Hamburg) | 50       | ND                                        | H                                         | 16-QAM (8-k-Modus)     | 2/3 | 1/4              | 13,27            | Fernmeldeturm Utbremen, Steinkimmen, Fernmeldeturm Schiffdorf                              |
| 32    | 562            | ZDFmobil                                  | - ZDF - 3sat - ZDFinfo - KiKA (06–21:00 Uhr)/ZDFneo (21–06:00 Uhr) | 5        | ND                                        | H                                         | 16-QAM (8-k-Modus)     | 2/3 | 1/4              | 13,27            | Fernmeldeturm Utbremen, Steinkimmen, Fernmeldeturm Schiffdorf                              |
| 42    | 642            | RTL Group Niedersachsen/Bremen            | - RTL Television (Niedersachsen/Bremen) - RTL II - Super RTL - VOX | 5        | ND                                        | H                                         | 16-QAM (8-k-Modus)     | 2/3 | 1/4              | 13,27            | Fernmeldeturm Utbremen, Steinkimmen, Fernmeldeturm Schiffdorf                              |
| 49    | 698            | ProSiebenSat.1 Media Niedersachsen/Bremen | - ProSieben - Sat.1 (Niedersachsen/Bremen) - kabel eins - N24 | 5        | ND                                        | H                                         | 16-QAM (8-k-Modus)     | 2/3 | 1/4              | 13,27            | Fernmeldeturm Utbremen, Steinkimmen, Fernmeldeturm Schiffdorf                              |
| 55    | 746            | ARD Digital (NDR)                         | - Das Erste (NDR) - ARTE - Phoenix - tagesschau24 | 100      | ND                                        | H                                         | 16-QAM (8-k-Modus)     | 2/3 | 1/4              | 13,27            | Steinkimmen                                                                                |

### Analoges Fernsehen
Bis zur Umstellung auf DVB-T wurden folgende Programme in analogem PAL gesendet:
| Kanal | Frequenz (MHz) | Programm        | ERP (kW) | Sendediagramm rund (ND)/ gerichtet (D) | Polarisation horizontal (H)/ vertikal (V) |
| ----- | -------------- | --------------- | -------- | -------------------------------------- | ----------------------------------------- |
| 55    | 743,25         | Das Erste (NDR) | 500      | ND                                     | H                                         |